# معز لدین‌الله
المعزلدین الله (۹۳۲-۹۷۵) (نام کامل وی:معد المعز لدین الله، المعز أبو تمیم معدّ بن منصور العبیدی) چهارمین خلیفه از خلفای فاطمی در تونس و اولین خلیفه از خلفای فاطمی در مصر و چهاردهمین امام از امامان مذهب شیعه اسماعیلی بود. او در بین سالهای ۹۵۳ تا ۹۷۵ حکم راند. وی برای استیلا یافتن بر مصر با خلیفه عباسی وارد جنگ شد، تا این که مصر را از عباسیان گرفت و شهر قاهره را بنا کرد.
شهر قاهره که مرکز خلافت فاطمیان بود به دستور خلیفه المعز لدین الله ساخته‌شد؛ وی در ۶ رمضان ۳۶۲ هجری به تخت نشست. معز پس از تصرف مصر و حجاز سعی کرد با قرمطیان شرق رابطه برقرار کند، او حتی بعضی از نظریات آن‌ها را نیز وارد عقیدهٔ تعلیم اسماعیلیان کرد. او مسجد الازهر را بنا کرد و در سال ۳۷۸ هجری / ۹۸۸ میلادی بود که آن را به دانشگاه تبدیل کرد و تا اتمام دوران فاطمیان، داعیان در آن مشغول تدریس و تحصیل بودند. معز تلاش می‌کرد تا از راه‌های مختلف توجه و حمایت قرمطیان را به دست آورد اما از جانبی دیگر از نفوذ اندیشه‌های آنان در اسماعیلیان فاطمی ترس داشت. وی همچنین اصلاحاتی در تعلیم اسماعیلیان ایجاد کرد و بعضی از اندیشه‌های منسوخ شدهٔ قبل را مانند قائم بودن محمد بن اسماعیل را دوباره به رسمیت شناخت. داعیان اسماعیلی موفق شدند پیش از سال ۳۴۷ هجری / ۹۵۸ میلادی حاکم سند را به کیش اسماعیلی درآورند و مولتان را به دارالهجره تبدیل کنند.

## کتابشناسی/ یادکردها
- ویلیام بوردهی (۱۳۶۴)، تحقیقی در آیین اسماعیلیه، ترجمهٔ زهرا سعیدی، مشهد: تابناک
- محمد بن زین العابدین (۱۳۶۲)، تاریخ جماعت اسمعیلیه:هدایت المومنین الطالبین، ترجمهٔ هما خاقان زاده، به کوشش الکساندر سیمونوف.، تهران: اساطیر